# Маркем (река)

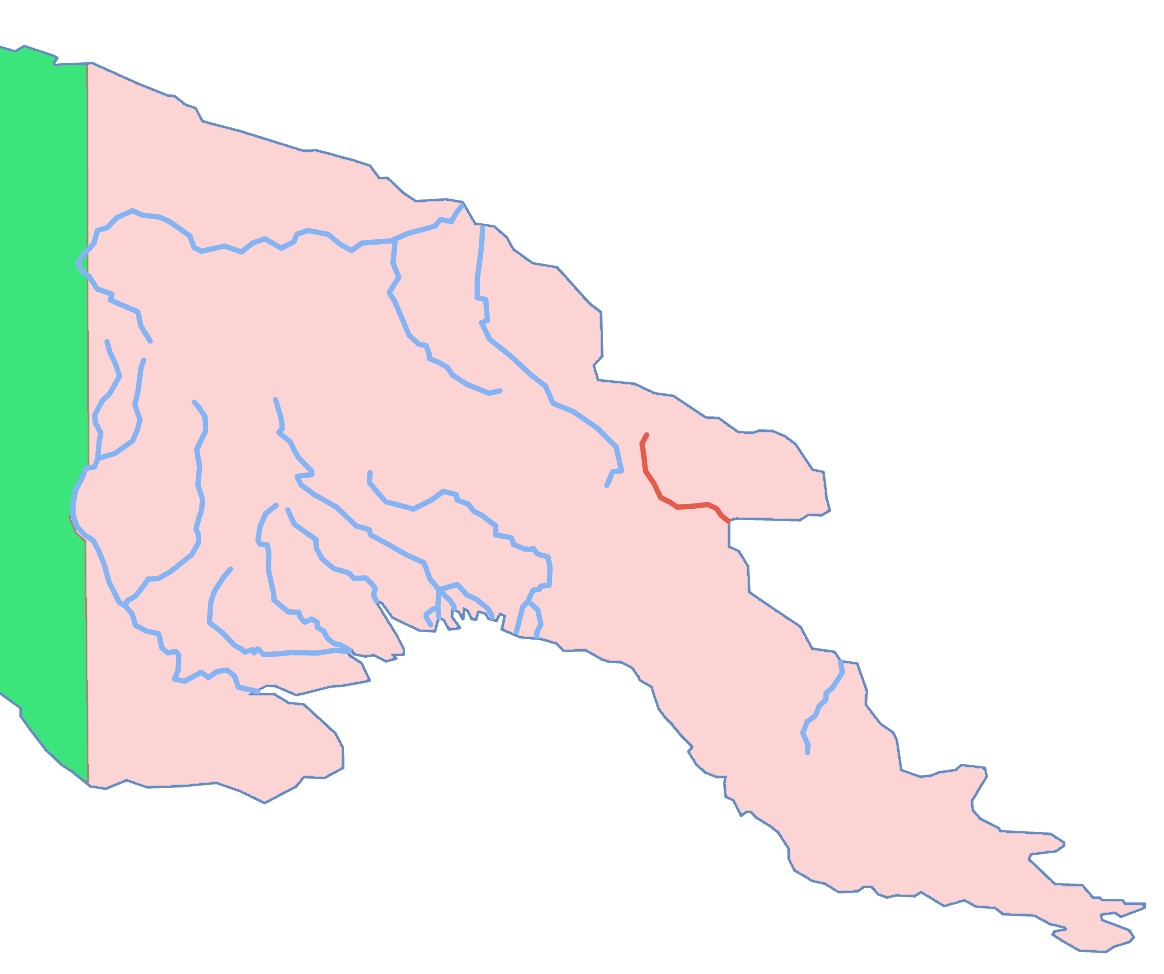
местоположение реки Маркем отмечено красным

Маркем (англ. Markham) — река на острове Новая Гвинея. Река протекает на востоке по территории Папуа — Новой Гвинеи. Она берёт своё начало в местности Финистер Рэндж и течёт 180 км в юго-восточном направлении, впадая в залив Юон Соломонова моря у города Лаэ на побережье Тихого океана.
Река была названа в 1873 году капитаном Джоном Морсби в честь сэра Клемента Маркема, секретаря Королевского географического общества.